# Artwork
Der Ausdruck Artwork (zu Deutsch etwa „künstlerische Arbeit“) wurde zunächst in der Fachsprache um Werbung und Marketing als Sammelbezeichnung für grafische, fotografische und typographische Gestaltungselemente verwendet. Später fand das Wort auch in die Softwareentwicklung Eingang.
Artwork bezeichnet die einzelnen künstlerischen Bestandteile, die vom Hersteller der Druckvorlage oder DTP-Operator zu einer Druckvorlage oder Reinzeichnung zusammengefügt werden, z. B. Bilder, Fotos, Zeichnungen und Texte.

## Softwareentwicklung
In der Softwareentwicklung wird die Arbeit an grafischen Programmteilen sowie die Gestaltung von Symbolen, Icons und bestimmten Websites Artwork genannt.

## Musikbranche
In der Musikbranche wird der Begriff Artwork im Allgemeinen zusammenfassend für alles grafische Material benutzt, das im Zuge einer Veröffentlichung ansteht, wie Cover, Booklet, Werbe-Anzeigen, Plakate und Aufkleber. Im Besonderen steht „Cover-Artwork“ oder „Cover-Art“ meist synonym für das Grafikdesign eines Album- oder Single-Covers im Schallplatten oder CD-Bereich, sowie eventuell beiliegende Druckwerke (wie beispielsweise bedruckte Innenhüllen oder Booklets). In einigen Fällen wird „Cover-Art“ benutzt, um auf unterschiedliche Urheber, bezüglich eines verwendeten Kunstwerks und des Grafikdesigns, hinzuweisen. Zum Beispiel: Cover Art: Roscoe E. Mitchell / Design: Barbara Wojirsch.
Der englische Rockmusiker Peter Gabriel benutzte das jeweils von verschiedenen Künstlern erstellte Artwork zur besonderen Kennzeichnung der einzelnen Lieder der Alben Us, Up und i/o.